# ساندي ساندبرغ
ساندي ساندبرغ (بالإنجليزية: Sandy Sandberg)‏ هو لاعب كرة قدم أمريكية أمريكي، ولد في 14 يونيو 1910 في إديفيل في الولايات المتحدة، وتوفي في 10 أبريل 1989 في سانت لويس في الولايات المتحدة.

## وصلات خارجية
- ساندي ساندبرغ على موقع مرجع كرة القدم المحترفة.كوم (الإنجليزية)
- ساندي ساندبرغ على موقع JustSportsStats.com (الإنجليزية)